# Goenoeng Sahilan
Goenoeng Sahilan (Gunung Sahilan) fou un estat de Sumatra a la regència de Bengkalis, residència de la Costa Oriental, amb una superfície de 359 km². El sobirà portava el títol de Datuk Besar/Tuanku Nan Muda (nom), raja de Gunung Sahilan. La dinastia, anomenada Pagaruyung, derivava d'una branca dels emperadors de Minangkabau i estava dividida en quatre clans: Melayoe, Petapang, Piliang et Tjianago; el 1901 un d'aquestos es va extingir i van quedar només tres clans.

## Bandera
La bandera reial de l'estat era blau clar amb vora vermella relativament ample al pal, al damunt i a sota.

## Nota
1. ↑  Almanac de Brussel·les